# Guérewol

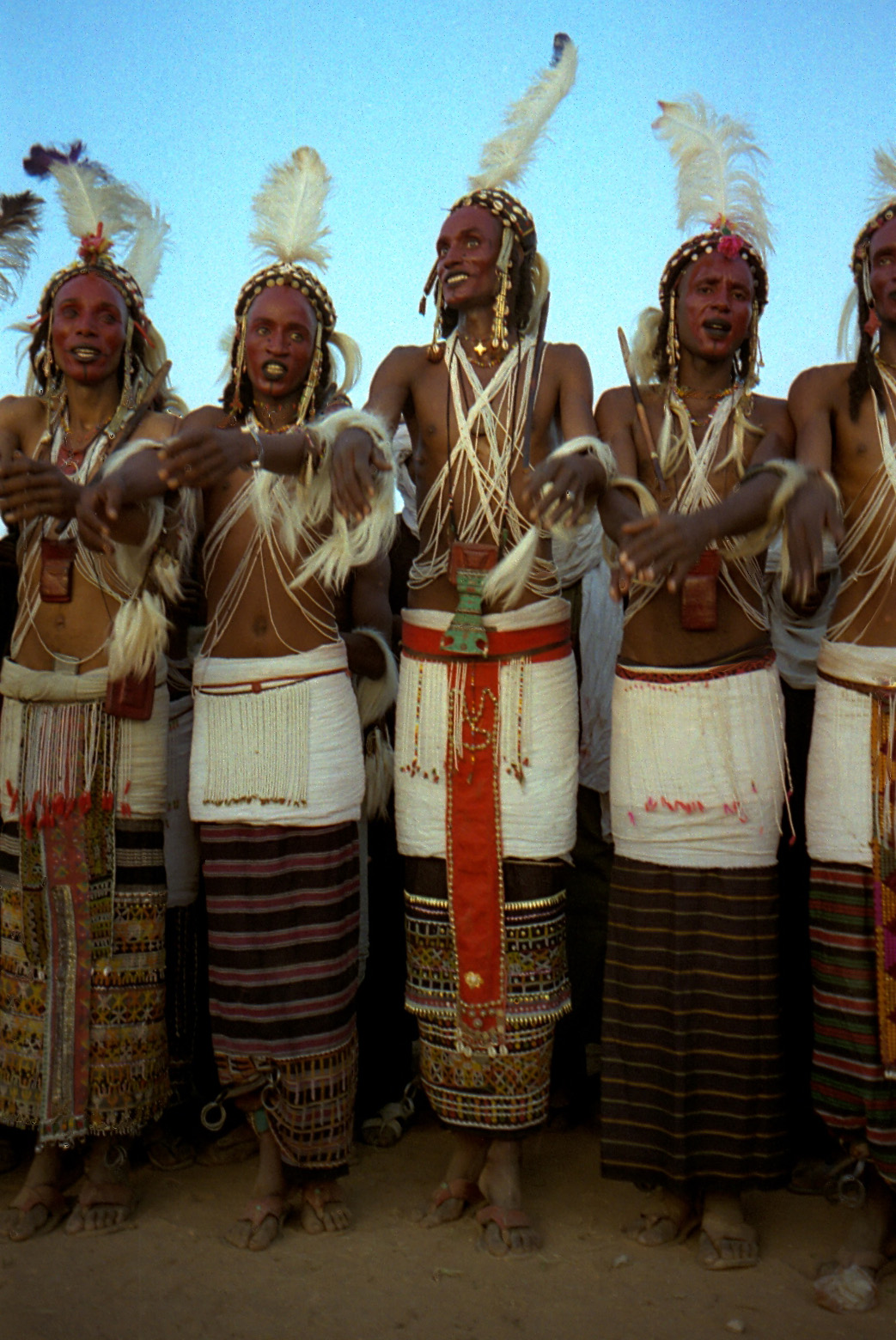
Participants en la dansa al Guérewol del 1997 a Níger.

Guérewol és un ritual de festeig nupcial que celebren anualment els wodaabe, un grup fulbe de Níger. Els homes joves porten vestits amb ornaments elaborats i els seus rostres maquillats, i es reuneixen per ballar i cantar disposats en files, per captar l'atenció de les joves solteres. El Guérewol es desenvolupa cada any quan el poble nòmada tradicional de ramaders es reuneix al sector sud del Sàhara abans de dispersar-se cap al sud, cap a les pastures de la temporada seca. El punt de trobada més famós és Ingall, al nord-oest de Níger, on té lloc un gran festival, un mercat i reunions de clans. Això ho fan tant els wodaabe com els pastors tuaregs.
L'esdeveniment amb la dansa és anomenat el Yaake, mentre que altres elements, com ara la negociació sobre la dot, diverses competicions o les carreres de camells entre els pretendents completen el festival que dura una setmana. El Guérewol es desenvolupa en qualsevol lloc en el qual es reuneixen els wodaabe: des de Niamey, fins a altres llocs als quals es desplacen en els seus cicles de transhumància, que s'estenen fins al nord de Camerun i Nigèria.